# البصر (بريدة)
البُصر  (بضم الباء) إحدى أقدم المدن في نجد، تقع في قلب منطقة القصيم، غرب مدينة بريدة وهي مركز تابع لها.

## التاريخ
يرجع التاريخ الحديث لعمارة البصر ما قبل عام 1180هـ ويؤكد ذلك مشترى عبد الله بن ناصر المحيميد للبصر من خليفة وسلامة وسالم أبناء عبد الله الرشود بثمن قدره: (سبعمائة صاع حنطة، وواحد وعشرين مية صاع شعير با دوس، وثمانية عشر أحمر زرك)
ويقول محمد العبودي في معجمه الجغرافي، أن تاريخ نشأة البُصُر يعود إلى أواخر القرن الثاني عشر للهجرة، وقد ذكر ذلك المستشرق لوريمر في كتابه دليل الخليج، مبيناً أن البصر يقع على سبعة أميال غرب بريدة والماء فيه على عمق ست قامات وحدائق النخيل كثيرة وأن عدد منازل البصر خمسون منزلاً.
في عهد إمارة محمد العبد الرحمن المحيميد، استضاف أهل البصر الملك عبد العزيز وجيشه مدة ثلاثة أيام، وشاركوه الحرب بمعركة البكيرية التي وقعت في ربيع آخر 1322هـ، وقد لقُب أميرها (صباب السمن على السمين) نظير كرمه.

## سبب التسمية
ذكر ياقوت الحموي في كتابه معجم البلدان:
في بيت جرير ذكر للبصر وخب الطلحة (ذي طلوح) وذكر الإسمين في مكان واحد يؤكد أن المقصود في بيت جرير هو البصر الحالي، حيث من الصعب ان يتفق أسمين هو البصر وخب الطلحة الحالية.
قال أحمد بن محمد الشبعان:
وقال محمد ناصر العبودي في كتاب "معجم بلاد القصيم":
وقال محمد بن بليهد بكتابه صحيح الأخبار عما في بلاد العرب من الآثار:
وقال العبودي أيضا في كتاب معجم بلاد القصيم:
والبصر تسمى كذلك فيحان (وهو الواسع) قال الشاعر:
وقال آخر:

## المناخ
البصر تقع في منطقة نجد وهي بالتالي تدخل ضمن الظروف المناخية التي تعرف بها منطقة نجد وهو المناخ الصحراوي المعروف بشدة الحرارة صيفاً وشدة البرودة شتاءً إلا أن مايميز البصر هو أن المناخ خلال فصل الصيف يكون أقل حرارة مقارنة بمناخ نجد وسبب ذلك يعود لتأثير المزارع المحيطة بالبصر حيث تساهم بتلطيف درجات الحرارة ليلاً خصوصاً أن هنالك الكثير من المزارع التي تقع في قلب البصر وأطرافها القريبة مما يلطف درجات الحرارة بسبب الرطوبة حيث أن كثافة الغطاء النباتي يسبب ميول درجات الحرارة إلى الاعتدال صيفاً. كما تسقط الأمطار على البصر في فصل الخريف والشتاءً والربيع.

## سكانها
البصر القديمة المحصورة في الجامع القديم وماحوله (ويٌحكى انها اشٌتريت من شخص اسمه البصير) وعملوا بالزراعة حيث كانت أرضها صالحة للزراعة. ويبلغ عدد سكان البصر في آخر إحصاء رسمي للتعداد السكاني عام 2015 قرابة 7650 نسمة.

## الحدود
تضمنت وثيقة مشترى المحيميد لبلدة البصر تحديداً للبلدة بحدود واضحة ومعالم بارزه، من الشرق : خب السفيان وهو العريمضي حالياً، ومن الجنوب: حمراء السعن وهو موضوع قرب جامع الزهرة على طريق المطار عنيزة، ومن الغرب: عرق بن عميرة -موضع طريق محمد علي السويلم حالياً-، ومن الشمال: القطاع وهي قريبة من موضع محطة الكهرباء على طريق البصر - عيون الجواء.

## الإمارة والبلدية
يعتبر مركز البصر، أول مركز تم إنشاؤه في البلدان التي تقع غرب بريدة، كما يعتبر من المراكز ذات الفئة (أ) و يعد مركز البصر من أقدم المراكز الرسمية المسجلة في الأرياف غرب بريدة، حيث منح بعض الامتيازات قبل كل المراكز مثل: استئجار مبنى، منح أميرها مرتبة وظيفية، منح سيارة وتعيين خوي.
وبخلاف المراكز الأخرى التي كان يطلق عليه إماره دون أي امتيازات، يخدم المركز مجموعة من البلدان بالإضافة للبصر: العاقول، النخلات، المنسي، الجديدات غرب البصر، حيث يقع مركز الإمارة حالياً على طريق الملك فهد، مقابل منتزه الشباب من الجنوب، وهو مبنى حكومي منذ أكثر من 20 سنة.
صدر قرار وزير الشئون البلدية والقروية عام 1403هـ باعتماد مجمع الخدمات القروية بالبصر، حيث تم تحويل مسمى مجمع الخدمات القروية إلى بلدية في غرة ربيع أول 1425هـ. بالإضافة لبلدة البصر تخدم العديد من البلدان وهي: الغماس والدعيسة وضراس والعاقول والمويه والنخلات وخب روضان والسويلمية وخب الحلوة والمنسي وخب الكيفة وخب الطلحة والمليداء والجديدات غرب البصر وأم خيس، حيث تبلغ مساحة منطقة خدمات البلدية حوالي600 كم2.

## موارد المياه
تعتبر البصر من المناطق التي تشتهر بوفرة المياه في أراضيها لذلك قامت الزراعة بها منذ القدم، وخاصة زراعة اشجار النخيل، كما تشتهر بعذوبة المياه وجودتها وتنقسم مصادر المياه فيها إلى قسمين رئيسين هما:-
1. - المياه الجوفية السطحية:وهي المياه التي تكون متوفرة على عمق قريب من سطح الأرض وتتوفر هذه المياه بشكل كبير ولكنها تختلف من منطقة لأخرى من حيث نسبة الأملاح، فبينما تكون عذبة في مناطق، تزداد نسبة الأملاح فيها في مناطق أخرى خصوصاً في منطقة الوادي على مجاري وادي الرمة.
2. - المياه الجوفية العميقة: وهي المياه التي تتبع مياه الأحواض والتكوينات الرئيسية في المملكة وتقع البصر في منطقة تكوين ساق الغني بالمياه العذبة ويصل عمق التكوين في البصر في بعض المناطق إلى 200 متر، بينما يصل أحيانا عمقه إلى أكثر من 1000 متر.

## المعالم الأثرية
- مسجد المنسي.
- مرقاب الملك عبد العزيز.
- أم الحصاء.

## رؤساء البصر
- ناصر بن عبد الله المحيميد تقريبًا عام 1185 هـ.
- راشد بن عبد الله المحيميد وأصبح كفيفًا في آخر عمره وإليه ينسب إنشاء بلدة العاقول جنوب البصر.
- محمد بن راشد بن عبد الله المحيميد.
- عويد بن محمد بن راشد بن عبد الله المحيميد.
- عبد الرحمن بن صالح بن محمد بن عبد الله المحيميد تمت مباركة إمارته على البصر من قبل الأمير جلوي بن عبد الله آل سعود أمير عنيزة من عام 1265 هــ الى عام 1270 هـ.
- ناصر بن سعد بن ناصر بن عبد الله المحيميد توفي عام 1298 هـ
- إبراهيم بن عثمان بن محمد المحيميد.
- محمد بن عبد الله بن راشد بن عبد الله المحيميد.
- محمد بن عبد الرحمن بن صالح بن محمد المحيميد في عهد إمارته استضاف أهل البصر الملك عبد العزيز وجيشه وشاركوه الحرب بمعركة المليداء التي وقعت في ربيع آخر عام 1322 هــ توفي عام 1370 هـ.
- علي بن عبد الرحمن بن صالح بن محمد المحيميد.
- إبراهيم بن عبد الله بن عبد الرحمن بن صالح المحيميد، في عهد إمارته وتحديدًا في سنة 1364 هـ ظهر الدباء بكميات كبيرة وقد حرص الأمير عبد الله الفيصل أمير القصيم على دعمهم للحفاظ على مزارعهم وكان يتجول على خيله للشد من أزرهم ولمواصلة عملهم.
- محمد بن عبد الله بن سليمان بن محمد بن صالح المحيميد، في إماراته استضافت البصر عدد من أمراء منطقة القصيم وهم الأمير سعود بن هذلول عام 1382 هـ والأمير فهد بن محمد بن عبد الرحمن عام 1391 هـ وصاحب السمو الملكي الأمير عبد الإله بن عبد العزيز عام 1400 هـ توفي عام 1402 هـ.
- صالح بن محمد بن عبد الله بن سليمان بن محمد المحيميد، في إماراته استضافت البصر كغيرها من بلدان القصيم خادم الحرمين الشريفين الملك فهد بن عبد العزيز للبلدة عندما لبى دعواتهم لكنه أناب عنه في الحضور نائب أمير منطقة القصيم الأمير محمد بن سعد عام 1408 هـ ترك إمارة البصر لتعيينه محافظاً على محافظة المذنب عام 1415 هـ.
- محمد بن عبد العزيز بن حمد بن إبراهيم بن عثمان المحيميد . في إماراته استضافت البصر نائب أمير منطقة القصيم صاحب السمو الملكي الأمير الدكتور فيصل بن مشعل بن سعود عام 1428 هـ.
- محمد بن صالح بن محمد بن عبد الله بن سليمان المحيميد . تولى رئاسة المركز في 15 محرم عام 1435 هـ بعد تقاعد رئيس المركز السابق وما يزال رئيسا للمركز.[9]

## شخصيات مهمة
- عبدالعزيز بن عبدالرحمن بن محمد المحيميد.
- سلمان العودة.
- ناصر بن إبراهيم بن صالح المحيميد.
- صالح بن عبد الرحمن بن سليمان المحيميد.
- حمد بن صالح بن عبد الرحمن المحيميد.